# Very Important Person
A Very Important Person (rövidítve VIP) a különleges elbánásban részesítendő vendég(ek)re utaló angol nyelvű kifejezés. A megkülönböztetett bánásmód már a vendég érkezésekor, fogadásakor elkezdődik és végigkíséri a tartózkodását. Szokásos fogadására a szobájába süteményes vagy gyümölcsös tálat, esetleg különleges italt bekészíteni, az intézmény vezetőjének jókívánságait tartalmazó névjeggyel együtt. Ezenkívül szokásos más kisebb, nagyobb értékű ajándék bekészítése is (például emlékpohár, képes album).
VIP vendégnek minősülnek az állami protokoll-előírásokban meghatározott személyek, de más fontos megbízatású – például egy vállalat számára jelentős – személyek is, esetleg híres, foglalkozásuknál fogva ismert személyiségek (színészek, énekesek, tudósok). A VIP vendég kíséretében lévő, számára fontos más személyek elfoglaltságáról a VIP személy hivatalos teendőinek ideje alatt is gondoskodni kell.